# Lynx d'Ottawa
Les Lynx d'Ottawa (Ottawa Lynx en anglais) sont une équipe de ligue mineure de baseball qui était basée à Ottawa. Affiliés en 2007 à la formation des Phillies de Philadelphie, les Lynx jouaient au niveau Triple-A dans la Ligue internationale. Ils furent affiliés aux Expos de Montréal de 1993 à 2002 puis aux Orioles de Baltimore de 2002 à 2006. Fondée en 1993, l'équipe évoluait au Lynx Stadium. Dernière équipe Triple-A basée au Canada, cette formation a quitté Ottawa à la fin de la saison 2007 pour rejoindre la ville américaine d'Allentown (Pennsylvanie).
En tant que club-école des Expos de Montréal, les Lynx ont vu passer dans leurs rangs Rondell White, Cliff Floyd, Matt Stairs, Kirk Rueter et F.P. Santangelo.

## Palmarès
- Champion de la Ligue internationale : 1995.

## Histoire
Les Lynx ont commencé leur première saison en 1993 à titre de club-école des Expos de Montréal et le sont demeurés jusqu’en 2002. De 2003 à 2006, l’équipe est affiliée aux Orioles de Baltimore et, en 2007, aux Phillies de Philadelphie. Depuis leur début en 1993, les Lynx avaient jamais obtenu moins que 315 000 spectateurs par saison. L’équipe a cessé d’exister à la fin de la saison 2007 en raison du déménagement du club-école des Phillies à Allentown en Pennsylvanie. Les Lynx avaient joué leur dernier match de leur histoire le 3 septembre 2007 devant 8 461 spectateurs. Toutefois, elle est remplacée dès la saison suivante par les Rapidz d'Ottawa, une nouvelle équipe qui joint les rangs de la ligue indépendante Can-Am, où évoluent les Capitales de Québec.
Les Lynx ont retiré le numéro de deux anciens joueurs, soit le numéro 24 de F.P. Santangelo et le numéro 3 de Jamey Carroll.
Les Lynx ont remporté la Coupe des Gouverneurs, le trophée du championnat de la Ligue Internationale, en 1995 contre les Tides de Norfolk.

## Déménagement à Allentown
Le 28 août 2006, l’équipe a été vendue à Joseph Finley et Craig Stein. Ceux-ci ont décidé de déménager la concession à Allentown en vue de la saison 2008, lors de l'achèvement de la construction du nouveau stade Coca-Cola Park. L'équipe est alors renommée IronPigs de Lehigh Valley,,.

## Anciens joueurs
- Orlando Cabrera
- Cliff Floyd
- Curtis Pride
- Kirk Rueter
- F.P. Santangelo
- Matt Stairs
- Fernando Tatis
- Ugueth Urbina
- Javier Vazquez
- José Vidro
- Rondell White